# 亞納大削三世
教宗達西三世（拉丁語：Anastasius PP. III；？—913年6月）本名不詳，是天主教会第120任教宗，於911年4月－913年6月出任教宗。
達西三世是罗马人。911年4月，先代教宗思齊三世去世，6月，達西三世被选为教皇。他在位2年2个月，于913年8月去世。

## 譯名列表
- 见教宗亚纳大削一世